# Nezdenice
Nezdenice település Csehországban, a Uherské Hradiště-i járásban. Nezdenice Záhorovice, Komňa, Šumice, Bánov és Bystřice pod Lopeníkem településekkel határos. Lakosainak száma 711 fő (2024. január 1.).

## Népesség
A település lakosságának változását az alábbi diagram mutatja:
| Lakosok száma | 494  | 628  | 643  | 756  | 731  | 764  | 741  | 732  | 760  | 711  |
|               | 1869 | 1900 | 1921 | 1961 | 1980 | 2011 | 2016 | 2019 | 2021 | 2024 |